# Dongtingwei
Dongtingwei (kinesiska: 洞庭围, 洞庭围镇) är en köping i Kina. Den ligger i provinsen Hunan, i den södra delen av landet, omkring 67 kilometer nordväst om provinshuvudstaden Changsha.
Genomsnittlig årsnederbörd är 1 683 millimeter. Den regnigaste månaden är maj, med i genomsnitt 292 mm nederbörd, och den torraste är december, med 45 mm nederbörd.